# Ушкемпір
Ушкемпі́р (каз. Үшкемпір) — село у складі Жангалинського району Західноказахстанської області Казахстану. Входить до складу Бірліцького сільського округу.
Населення — 104 особи (2021; 268 у 2009, 379 у 1999, 295 у 1989).